# 熊川 (俄羅斯)
熊川（日语：／）又稱庫馬河（俄语：Река Кума），是俄羅斯萨哈林州北库里尔斯克河流，长18公里，流域面积114平方公里，注入太平洋。

## 引用
1. ↑  М·Г·瓦西科夫斯基. . 列宁格勒: 气象出版社. 1973 （俄语）.
2. ↑  . 国家水登记处.   [2023-12-31]. （原始内容存档于2023-12-31） （俄语）.